# Mandschurische Linde
Die Mandschurische Linde (Tilia mandshurica) ist ein mittelgroßer Baum aus der Gattung der Linden (Tilia). Das natürliche Verbreitungsgebiet der Art liegt in China, auf der Koreanischen Halbinsel und im Osten Russlands. Sie wird manchmal wegen ihres Holzes genutzt oder als Bienenweide verwendet.

## Beschreibung
Die Mandschurische Linde ist ein bis zu 20 Meter hoher Baum mit Brusthöhendurchmessern von 0,5 selten bis 0,7 Metern. Die Rinde ist dunkelgrau und bricht bei älteren Bäumen in Längsrichtung auf. Junge Triebe sind grauweiß filzig mit Sternhaaren bedeckt, die Knospen filzig behaart. Die Laubblätter haben einen dicken, 2 bis 5 Zentimeter langen Stiel, der anfangs filzig sternhaarig ist und später verkahlt. Die Blattspreite ist 8 bis 10 Zentimeter lang und 7 bis 9 Zentimeter breit, eiförmig-rundlich, kurz zugespitzt, mit schiefer, herzförmiger oder gestutzter Basis und gezähntem Blattrand. Die Zähne sind dreieckig, 1,5 bis 5,0 Millimeter lang, mit oder ohne Granne und stehen im Abstand von 4 bis 7 Millimetern. Es werden fünf bis sieben Nervenpaare gebildet. Die Blattoberseite ist lebhaft grün und kahl, die Blattunterseite ist dicht graufilzig sternhaarig.
Die Blütenstände sind 6 bis 9 Zentimeter lange Zymen aus sechs bis zwölf, selten bis 20 Blüten. Der Blütenstiel ist behaart. Die Tragblätter sind schmal-länglich bis schmal-verkehrt-lanzettlich, 5 bis 9 Zentimeter lang und 1,0 bis 2,4 Zentimeter breit, auf einem Drittel bis zur Hälfte der Länge mit der Blütenstandsachse verwachsen, mit gerundeter Spitze und stumpfer Basis. Die Oberseite ist kahl, die Unterseite schwach flaumig sternhaarig. Der Blütenstiel ist 4 bis 6 Millimeter lang und behaart. Die Kelchblätter sind 5 Millimeter lang, die Oberseite ist zottig behaart, die Unterseite seidig und flaumig sternhaarig. Die Kronblätter sind 7 bis 8 Millimeter lang. Die Staubblätter sind gleich lang wie die Kronblätter, die Staminodien etwas kürzer. Der Fruchtknoten ist mit filzigen Sternhaaren bedeckt. Der Griffel ist 4 bis 5 Millimeter lang und kahl. Die Früchte sind rundlich, eiförmig oder verkehrt eiförmig, mehr oder weniger fünfkantig, 7 bis 9 Millimeter lang und manchmal warzig. Das Exokarp ist holzig. Die Mandschurische Linde blüht im Juli, die Früchte reifen im September.
Die Chromosomenzahl beträgt 2n=82.

## Vorkommen und Standortansprüche
Das natürliche Verbreitungsgebiet erstreckt sich von der Region Primorje und der Oblast Amur in Russland über die chinesischen Provinzen Hebei, Heilongjiang, Jiangsu, Jilin, Liaoning, Shandong und der Inneren Mongolei bis auf die Halbinsel Korea. Die Flora of China gibt auch Japan als Verbreitungsgebiet an. Die Mandschurische Linde wächst in Steppen und Trockenwäldern auf mäßig trockenen bis frischen, schwach sauren bis alkalischen, sandig-lehmigen bis lehmigen, nährstoffreichen Böden an sonnigen bis lichtschattigen Standorten. Die Art ist wärmeliebend und mäßig frosthart.

## Systematik
Die Mandschurische Linde (Tilia mandshurica) ist eine Art aus der Gattung der Linden (Tilia). Sie wird in der Familie der Malvengewächse (Malvaceae) der Unterfamilie der Lindengewächse (Tilioideae) zugeordnet. Die Art wurde 1857 von Franz Joseph Ruprecht und Karl Johann Maximowicz erstmals gültig wissenschaftlich beschrieben. Der Gattungsname Tilia stammt aus dem Lateinischen und wurde schon von den Römern für die Linde verwendet. Das Artepitheton mandshurica verweist auf das Verbreitungsgebiet in der Mandschurei.
Es werden vier Varietäten unterschieden:
- Tilia mandshurica var. mandshurica mit Grannen versehenen Blatträndern, 5 bis 9 Zentimeter langen und 1,0 bis 2,4 Zentimeter breiten Tragblättern und rundlichen, leicht fünfkantigen und nicht warzigen Früchten. Das Verbreitungsgebiet liegt in Sibirien in Russland, Korea, Japan und in den chinesischen Provinzen Hebei, Heilongjiang, Jiangsu, Jilin, Liaoning, der Inneren Mongolei und Shandong. Die Varietät wurde auch als eigenständige Art unter dem Synonym Tilia pekingensis Rupr. ex Maxim. beschrieben.[7]
- Tilia mandshurica var. megaphylla (Nakai) Liou & Li mit größeren Blattspreiten, begranntem Spreitenrand, 5 bis 9 Zentimeter langen Tragblättern und verkehrt-eiförmigen oder verkehrt-eiförmig-zylindrischen, deutlich fünfkantigen, dicht sternhaarigen Früchten. Das Verbreitungsgebiet liegt in der chinesischen Provinz Heilongjiang und auf der Halbinsel Korea. Die Varietät wurde auch als eigenständige Art Tilia megaphylla  Nakai beschrieben.[8]
- Tilia mandshurica var. ovalis (Nakai) Liou & Li mit kleineren Blattspreiten, nicht begranntem Spreitenrand, 5 bis 9 Zentimeter langen Tragblättern und rundlichen, selten undeutlich gewinkelten, nicht warzigen Früchten. Das Verbreitungsgebiet liegt in der chinesischen Provinz Jilin und in Japan. Die Varietät wurde auch als eigenständige Art Tilia ovalis  Nakai beschrieben.[9]
- Tilia mandshurica var. tuberculata Liou & Li mit begranntem Spreitenrand, 3,5 bis 5,5 Zentimeter langen Tragblättern und rundlichen oder eiförmigen, deutlich warzigen selten undeutlich gewinkelten Früchten. Das Verbreitungsgebiet liegt in der chinesischen Provinz Liaoning.[10]

## Verwendung
Die Mandschurische Linde wird selten wegen ihres Holzes oder als Bienenweide genutzt.

## Nachweise